# Rigsretssagen mod Inger Støjberg
 Rigsretssagen mod Inger Støjberg var en rigsretssag, der blev rejst mod den danske politiker og forhenværende minister Inger Støjberg i 2021. Rigsretssagen blev afsluttet den 13. december 2021 ved, at Rigsretten idømte Inger Støjberg 60 dages ubetinget fængsel.

## Nedsættelse af Rigsretten
Folketinget besluttede den 2. februar 2021 med stemmerne 141 for og 30 imod at nedsætte en Rigsret. Støjberg blev tiltalt for i 2016 som integrationsminister at have givet en instruks til Udlændingestyrelsen om at adskille alle asylansøgerpar, hvor den ene var under 18 år, hvilket ifølge Folketingets Ombudsmand, Instrukskommissionens undersøgelse og to uvildige advokater ikke er tilladt, da det strider imod forvaltningsretlige grundsætninger og den Europæiske Menneskerettighedskonvention, der begge kræver at der foretages en individuel vurdering for hvert par.
Rigsretssagen havde støtte fra Enhedslisten, Socialistisk Folkeparti, Socialdemokratiet, Radikale Venstre, Liberal Alliance, Venstre (32 af 41 folketingsmedlemmer), Det Konservative Folkeparti og Alternativet. Imod var Inger Støjberg selv, otte andre folketingsmedlemmer fra Venstre, Nye Borgerlige, Dansk Folkeparti, og løsgænger Lars Løkke Rasmussen. Selve stemmeafgivningen foregik pga. coronaviruspandemien i tre hold, hvor der blev sprittet af mellem hvert hold. Dansk Folkeparti og Nye Borgerlige agtede nemlig at sende alle deres medlemmer ind i salen for at stemme i stedet for som normalt kun at have et færre antal medlemmer inde for at stemme, således at flertalskonstellationen bibeholdes (clearing).
Rigsretten består af 26 medlemmer, heraf 13 dommere fra Højesteret og 13 personer valgt af Folketinget. Som anklagere blev udpeget Anne Birgitte Gammeljord og Jon Lauritzen.
Retssagen begyndte 2. september 2021.

## Adskillelsen af unge asylpar

### Pressemeddelelsen d. 10 februar 2016
Berlingske beskrev i en artikel den 25. januar 2016, at der i danske asylcentre var indkvarteret "barnebrude", dvs. gifte mindreårige, sammen med deres ægtefæller. Daværende Udlændinge- og integrationsminister, Inger Støjberg, læste nyheden, og reagerede prompte ved på Facebook at skrive, at hun vil sætte en stopper for den praksis.
 

Den 10. februar 2016 udsendte Udlændinge-, Integrations og Boligministeriet en pressemeddelelse, der siger at fremover "må ingen mindreårige under 18 år indkvarteres på samme asylcenter som en ægtefælle eller samlever. Det gælder også, hvis parret har et eller flere fælles børn." Pressemeddelelsen blev samtidig sendt til Udlændingestyrelsen, som anså det som en instruks, og begyndte at administrere efter den.
| Citat                            | Det er fuldstændig uacceptabelt, at der i øjeblikket bor mindreårige i det danske asylsystem med en ægtefælle eller samlever, og jeg har bedt Udlændingestyrelsen om straks at sætte en stopper for det. Vi skal selvfølgelig sikre, at unge piger ikke bliver tvunget til at leve i et forhold med en voksen på asylcentrene. | Citat |
| Inger Støjberg, 10. februar 2016 | |       |

### Ombudsmanden involveres
Folketingets Ombudsmand gik ind i en konkret sag efter d. 14. marts at have modtaget en klage fra et par, der var blevet adskilt som følge af den nye praksis, og bad Udlændingestyrelsen og ministeriet om en udtalelse i sagen. Styrelsen oplyser d. 28. april ombudsmanden om, at alle sager om adskillelse ville blive genoptaget med partshøring, hvor allerede adskilte par ville forblive adskilt under sagsbehandlingen. Derfor udtrådte ombudsmanden fra den konkrete sag jf. normal procedure, men indledte i stedet af egen drift en generel undersøgelse af praksisændringen fra d. 10. februar.
De genoptagne sager afsluttes i juni og juli 2016, og pr. 3. november 2016, var der ikke længere nogen asylpar, der var adskilt mod den mindreåriges vilje. I alt havde 34 par været omfattet af instruksen, hvoraf 23 blev adskilt pga. den (5 blev adskilt af andre årsager, og 6 blev aldrig adskilt). Af de 23 adskilte ønskede 2 mindreårige fortsat adskillelse, 8 par blev genforenet, og 13 par stoppede med at være omfattet af instruksen (blev 18 år eller ej længere asylansøger). Adskillelserne varede mellem 10 dage og ca. 7,5 måneder.
Udlændinge- og Integrationsministeriet var i december 2016 klar med retningslinjer for, i hvilket omfang asylpar, hvoraf den ene er mindreårig, kan adskilles i overensstemmelsen med internationale konventioner. Retningslinjerne foreskriver en praksis, hvor der i alle sager skal foretages en individuel vurdering med partshøring.
Ombudsmandens redegørelse lå færdig d. 23. marts 2017. I den fandt Ombudsmanden ministeriets håndtering af sagen "særdeles kritisabel", og konkluderede, at det "efter bl.a. almindelige forvaltningsretlige principper og internationale konventioner var et krav, at der blev foretaget en konkret vurdering af de enkelte sager om adskilt indkvartering", heriblandt Den Europæiske Menneskerettighedskonventions artikel 8, der omhandler retten til privatliv og familieliv. Ombudsmand betragtede pressemeddelelsen, sammen med dens oversendelse til Udlændingestyrelsen, som en instruks, og fandt at den "foreskrev en ulovlig praksis", pga. dens "kategoriske og undtagelsesfrie affattelse". Dog lagde ombudsmanden til grund, at det ikke havde være ministeriets "samlede intention" at pålægge Udlændingestyrelsen en ulovlig praksis.
Støjberg fastholdt efter ombudsmandens redegørelse sin kritik af, at mindreårige kunne bo sammen med ægtefæller.

### Manglende dokumentation
I maj 2017 rapporterede Politiken, at Støjberg var blevet orienteret omkring ulovligheden af hendes instruks af sit eget embedsværk. Støjberg erkendte overfor Politiken, at hun fjernede undtagelsen om nødvendigheden af individuelle vurderinger af de forskellige pars sager, som hun var blevet gjort opmærksom på, kunne være et lovbrud af sit embedsværk.
Hun udtalte, at hun ikke var blevet rådgivet af sit embedsværk om ulovligheden af instruksen.
Advarslen om hendes instruks skulle hun have modtaget i en e-mail fra sine embedsmænd få timer før, at Støjberg udsendte instruksen. En e-mail, der ikke er blevet journaliseret, som Offentlighedsloven ellers foreskriver. Dette betyder, at mailen ikke officielt findes i ministeriets systemer og derfor er blevet hemmeligholdt fra Folketingets medlemmer samt Ombudsmanden. Da mailen kom i offentlighedens søgelys, blev Støjberg indkaldt til et hastesamråd af oppositionen, der mente, at ministeren bevidst havde løjet overfor Folketinget.

### Notat om individuel vurdering
Inger Støjberg fremførte under afhøringerne i instrukskommissionen, at hun den 9. februar 2016 godkendte et notat, hvoraf det fremgår, at der skal foretages en individuel vurdering i sagerne. Støjberg anførte, at kravet i pressemeddelelsen om at adskille parrene blot var hovedreglen. Hun afviste endvidere, at pressemeddelelsen var en instruks.
Inger Støjberg sagde under afhøringerne:
| Citat | Jeg godkender det her notat og godkender dermed, at det kan være individuelt vurderet. | Citat |
|       |                                                                                        |       |

## Anklagen
I anklageskriftet har Folketinget tiltalt Inger Støjberg for at overtræde ministeransvarlighedslovens § 5, stk. 1 ved: 
| Citat | ...at være ansvarlig for, at Udlændingestyrelsen i perioden fra den 10. februar 2016 og indtil senest den 12. december 2016 iværksatte og fastholdt en indkvarteringsadministration, hvorefter der i et antal sager adskiltes ægtefæller og samlevende par indkvarteret i asylsystemet, hvoraf mindst den ene part var under 18 år, i strid med Den Europæiske Menneskerettighedskonventions artikel 8 og under tilsidesættelse af almindelige forvaltningsretlige grundsætninger om saglig forvaltning, pligtmæssigt skøn og proportionalitet samt forvaltningsrettens og Den Europæiske Menneskerettighedskonventions krav til konkret og individuel partshøring, sagsoplysning og begrundede afgørelser. | Citat |
|       | |       |

Folketinget anførte endvidere at: 
| Citat | Det er en skærpende omstændighed, jf. § 5, stk. 2, i lov nr. 117 af 15. april 1964 om ministres ansvarlighed, at forhenværende minister Inger Støjberg i tilknytning til dette forløb afgav urigtige eller misvisende oplysninger til Folketinget under samrådene i Folketingets Udlændinge- og Integrationsudvalg den 1. juni 2017 om samrådsspørgsmål AT og AU, den 23. juni 2017 om samrådsspørgsmål AW-AZ, den 11. oktober 2017 om samrådsspørgsmål A og B og den 1. marts 2019 om samrådsspørgsmål Q, R og U. | Citat |
|       | |       |

Rigsretten afviste denne del af anklagen med henvisning til, at rigsretten kun kan dømme anklagede for forhold der fremgår af tiltalen og det anklagen lyder på at overtræde § 5, stk. 1, og forhold vedrørende fhv. minister Inger Støjbergs påstået urigtige eller misvisende oplysninger til Folketinget vedrører § 5, stk. 2.

## Liste over afhørte
Rigsretten har, udover afhøringer af tiltalte, foretaget vidneafhøringer af en række andre personer med tilknytning til sagen. Herunder findes en liste over afhørte i den rækkefølge, som de først blev afhørt i rigsretten, samt deres stilling og tilknytning under rigsretssagen. Tiltalte er markeret med fed.

### Fra Udlændingeministeriet
- Inger Støjberg, fhv. minister.
- Lykke Sørensen, fhv. afdelingschef.
- Mark Thorsen, fhv. særlig rådgiver.
- Uffe Toudal Pedersen, fhv. departementschef.
- Mia Tang, fhv. presse- og kommunikationschef.
- Sofie Odgaard, fhv. ministersekretær.
- Anne Nygaard Just, fhv. fuldmægtig.
- Henrik Kyvsgaard, analysechef.
- Frank Bundgaard, fhv. afdelingschef.
- Andreas Højmark Søndergaard (tidl. Andersen), fhv. ministersekretær.
- Line Skytte Mørk Hansen, afdelingschef
- Jesper Gori, fhv. kontorchef.
- Anna-Sophie Saugmann-Vasi (tidl. Saugmann-Jensen), fhv. fuldmægtig.
- Sarah Andersen, fhv. presse- og kommunikationsrådgiver.
- Merete Milo, chefkonsulent.
- Jonas From Soelberg, kontorchef.

### Fra Justitsministeriet
- Carsten Mandsen, fhv. kontorchef.
- Jens Teilberg Søndergaard, fhv, afdelingschef.
- Nina Holst-Christensen, kommitteret.

### Fra Udlændingestyrelsen
- Anni Frode, vicedirektør.
- Margit Sander Rasmussen, chefkonsulent.
- Nils Bak, pressekonsulent.
- Jens Vikner, fhv. chefkonsulent.
- Adam Abdel Khalik, fhv. specialkonsulent.
- Henrik Grunnet, fhv. direktør.
- Lene Linnea Vejrum, fhv. vicedirektør.
- Ditte Kruse Dankert, kontorchef.
- Kristina Rosado, fhv. specialkonsulent.

### Uden for ministerierne og styrelserne
- Jonas Christoffersen, fhv. direktør for Institut for Menneskerettigheder.
- Dan Jørgensen, klima-, energi- og forsyningsminister.
- Anne la Cour Vågen, asylchef i Røde Kors.
- Helle Kjems, funktionsleder i Røde Kors.

Bemærk, at der ved rigsretssagen blev oplæst afhøringsprotokoller fra Instrukskommissionen, hvor følgende personer afgav vidne: Christian Kettel Thomsen, Kasper Højvang Kyed, Thomas Klyver, Tanja Franck, Trine Kristensen, Anette Görtz og Ronya Habo.